# Campeonato de Euskadi del Cuatro y Medio 2004
La XVI edición del Campeonato de Euskadi del Cuatro y Medio, competición de pelota vasca en la variante de pelota mano profesional de primera categoría, se disputó en el año 2004. Fue organizada conjuntamente por Asegarce y ASPE, las dos principales empresas dentro del ámbito profesional de la pelota a mano.
Aimar Olaizola fue el campeón, después de vencer por 22-8 a Abel Barriola en la final disputada en el Frontón Ogueta de Vitoria el día 26 de diciembre de 2004.

## Primera ronda
| Fecha    | Frontón y localidad                     | Rojo              | Azul          | Tanteo |
| -------- | --------------------------------------- | ----------------- | ------------- | ------ |
| 15/10/04 | Donibane, Musques                       | Esain             | Galarza VI    | 22-02  |
| 16/10/04 | Labrit, Pamplona                        | Patxi Ruiz        | Xala          | 08-22  |
| 24/10/04 | Astelena, Éibar                         | Martínez de Irujo | Bengoetxea VI | 22-20  |
| 15/10/04 | Municipal de Arrigorriaga, Arrigorriaga | Agirre            | Galarza V     | 22-20  |
| 22/10/04 | Madalensoro, Oyarzun                    | Koka              | Barriola      | 07-22  |
| 17/10/04 | Burunda, Alsasua                        | Eugi              | Leiza         | 20-22  |
| 25/10/04 | Santanape, Guernica y Luno              | Olaizola I        | Txafeé        | 17-22  |
| 23/10/04 | Barakaldes, Baracaldo                   | Olaizola II       | Gonzalez      | 22-11  |

## Octavos de final
| Fecha    | Frontón y localidad               | Rojo              | Azul        | Tanteo |
| -------- | --------------------------------- | ----------------- | ----------- | ------ |
| 30/10/04 | Labrit, Pamplona                  | Barriola          | Esain       | 22-10  |
| 29/10/04 | Municipal de Etxabarri, Echévarri | Xala              | Leiza       | 22-08  |
| 01/11/04 | Beotibar, Tolosa                  | Martínez de Irujo | Chafeé      | 14-22  |
| 30/10/04 | Municipal de Balmaseda, Valmaseda | Agirre            | Olaizola II | 07-22  |

## Cuartos de final
| Fecha    | Frontón y localidad      | Rojo      | Azul        | Tanteo |
| -------- | ------------------------ | --------- | ----------- | ------ |
| 05/11/04 | Atano III, San Sebastián | Titín III | Barriola    | 08-22  |
| 07/11/04 | Astelena, Éibar          | Beloki    | Xala        | 15-22  |
| 06/11/04 | Labrit, Pamplona         | Nagore    | Txafeé      | 22-10  |
| 07/11/04 | Adarraga, Logroño        | Capellán  | Olaizola II | 06-22  |

## Liguilla de Semifinales
| Fecha    | Frontón y localidad      | Rojo        | Azul         | Tanteo |
| -------- | ------------------------ | ----------- | ------------ | ------ |
| 20/11/04 | Labrit, Pamplona         | Nagore      | Olaizola II  | 08-22  |
| 21/11/04 | Astelena, Éibar          | Barriola    | Xala         | 22-05  |
| 26/11/04 | Atano III, San Sebastián | Barriola    | Olaizola II  | 09-22  |
| 28/11/04 | Arizbatalde, Zarauz      | Nagore      | Xala         | 22-14  |
| 06/12/04 | Beotibar, Tolosa         | Nagore      | Barriola     | 16-22  |
| 05/12/04 | Astelena, Éibar          | Olaizola II | Xala(lesión) | 22-00  |

### Clasificación de la liguilla
| Pelotari | Pelotari    | Partidos jugados | Partidos ganados | Partidos perdidos | Puntos a favor | Puntos en contra | Dif. |
| -------- | ----------- | ---------------- | ---------------- | ----------------- | -------------- | ---------------- | ---- |
| 1        | Olaizola II | 3                | 3                | 0                 | 66             | 17               | +49  |
| 2        | Barriola    | 3                | 2                | 1                 | 53             | 43               | +10  |
| 3        | Nagore      | 3                | 1                | 2                 | 46             | 58               | -12  |
| 4        | Xala        | 3                | 0                | 3                 | 19             | 66               | -47  |

## Final
| Fecha    | Frontón y localidad | Rojo        | Azul     | Tanteo |
| -------- | ------------------- | ----------- | -------- | ------ |
| 26/12/04 | Ogueta, Vitoria     | Olaizola II | Barriola | 22-08  |

- Datos: Q8257725